# 勞斯河 (比爾斯河支流)
47°16′55″N 7°22′56″E / 47.28206°N 7.38225°E

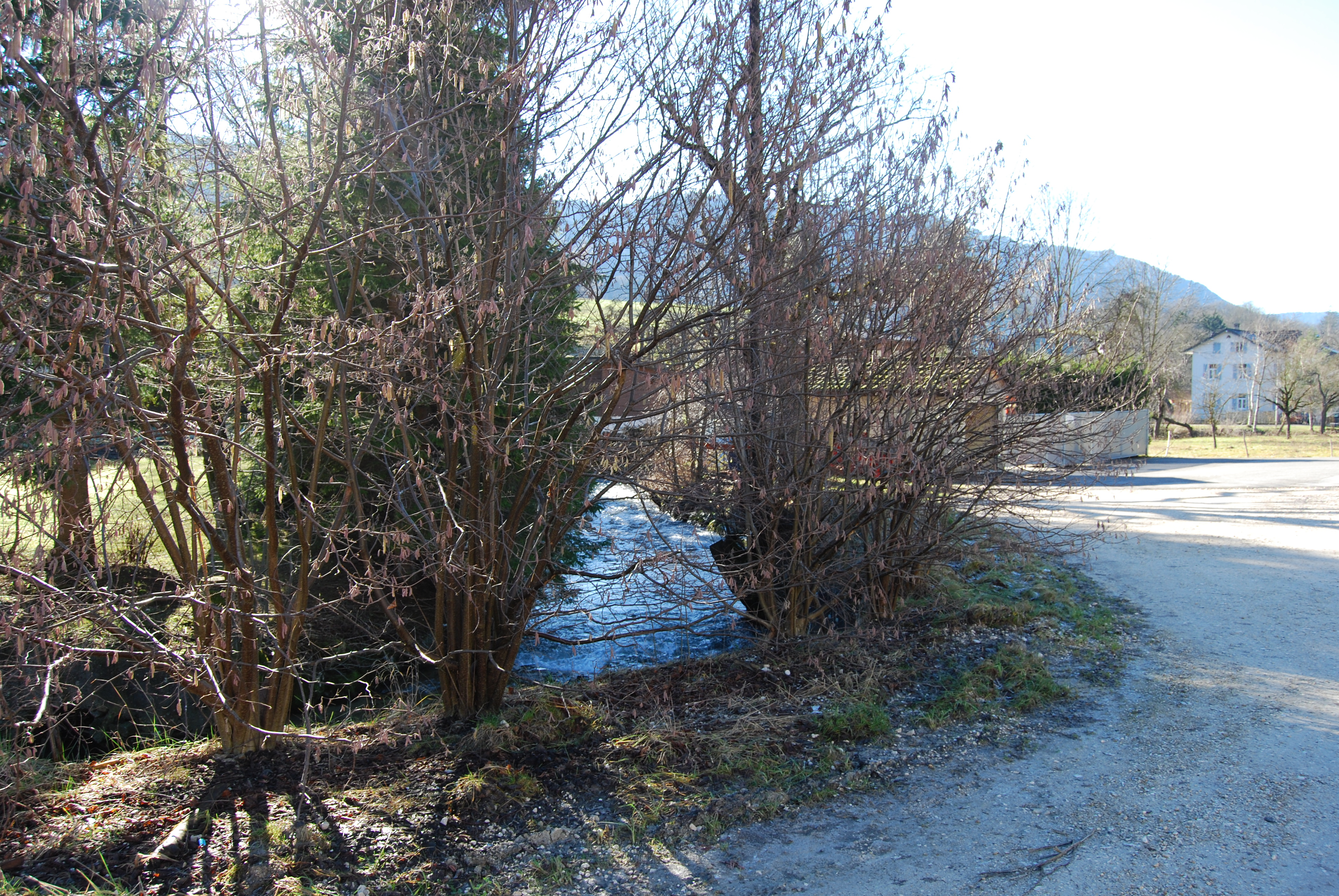

勞斯河是瑞士的河流，位於該國北部，流經索洛圖恩州，屬於比爾斯河的支流，河道全長12公里，流域面積42平方公里，發源自根斯布倫嫩，河口處在穆捷。